# ريان ريتشاردز
ريان ريتشاردز (بالإنجليزية: Ryan Richards) مواليد 21 أبريل 1991 في كنت، إنجلترا، هو لاعب كرة سلة إنجليزي بدأ مسيرته الاحترافية في سنة 2009 ويحمل الرقم 17. يبلغ طوله 7 قدم 0 بوصة (2.1 م).

## فرق لعب لها
- سي بي غران كناريا
- نادي النصر الرياضي

## روابط خارجية
- ريان ريتشاردز على موقع الاتحاد الدولي لكرة السلة (الإنجليزية)
- ريان ريتشاردز على موقع الدوري الأوروبي لكرة السلة (الإنجليزية)
- ريان ريتشاردز على موقع دوري كرة السلة الياباني للمحترفين (اليابانية)
- ريان ريتشاردز على موقع سبورتس رفرنس (الإنجليزية)
- ريان ريتشاردز على موقع كرة السلة الأوروبية.كوم (الإنجليزية)
- ريان ريتشاردز على موقع ريلجم (الإنجليزية)
- ريان ريتشاردز على موقع بروبوليرز (الإنجليزية)
- ريان ريتشاردز على موقع سبورتس رفرنس (الإنجليزية)